# Stanisław Szuba
Stanisław Szuba – członek Organizacji Bojowej PPS.

## Życiorys
Był synem powstańca styczniowego. Żonaty z Marią z Petrusewiczów, z którą miał syna Jerzego. Po akcji uwolnienia dziesięciu skazanych na śmierć bojowców PPS przez oddział pod dowództwem Jana Gorzechowskiego "Jura" (24 kwietnia 1906) emigrował do Wiednia, gdzie pracował jako buchalter.
W 1914, po wybuchu I wojny światowej, jako poddany Imperium Rosyjskiego, został wydalony z Monarchii Austro-Węgierskiej do Rosji. Władze carskie zesłały go na Syberię. Tam został  emisariuszem 5 Dywizji Strzelców Polskich. Po powrocie do kraju uczestniczył w wojnie z bolszewikami. Między innymi walczył w bitwie warszawskiej.
Źródła i bibliografia
- Stanisław Grossmann, "Karbo" 2003 nr 1 s. 2
- Współcześni uczeni polscy, Słownik biograficzny, tom IV, s. 373
- Informacje współpracowników i rodziny Jerzego Szuby, syna Stanisława